# ایرتراکتور ای‌تی-۵۰۰
ایرتراکتور ای‌تی-۵۰۰ (به انگلیسی: Air_Tractor_AT-501) یک هواگرد ملخ‌پیشین تک‌موتوره از نوع سم پاش ساخت شرکت Air Tractor است. هواگرد ایرتراکتور ای‌تی-۵۰۰ نخستین پروازش را در ۲۵ آوریل ۱۹۸۶ میلادی انجام داد.